# Ryan Seymour
Ryan Seymour (Kingsland, 7 febbraio 1990) è un giocatore di football americano statunitense che gioca nel ruolo di offensive guard per i Cleveland Browns della National Football League (NFL). Fu scelto nel corso del settimo giro (220º assoluto) del Draft NFL 2013 dai Seattle Seahawks. Al college ha giocato a football all’Università Vanderbilt.

## Carriera professionistica

### Seattle Seahawks
Seymour fu scelto nel corso del settimo giro del Draft 2013 dai Seattle Seahawks. Il 31 agosto fu svincolato ma dieci giorni dopo rifirmò per fare parte della squadra di allenamento.

### San Francisco 49ers
Il 10 dicembre 2013, Seymour firmò un contratto triennale coi San Francisco 49ers.

### Cleveland Browns
Il 31 agosto 2014, Seymour firmò coi Cleveland Browns, debuttando come professionista nella prima settimana della stagione contro i Pittsburgh Steelers.

## Statistiche
| Partite totali      | 1 |
| Partite da titolare | 0 |